# Jaime Scott, 1.º Duque de Monmouth
Jaime Scott, 1.º Duque de Monmouth, 1.º Duque de Buccleuch KG PC (Roterdão, 9 de abril de 1649 – Londres, 15 de julho de 1685), também conhecido como Jaime Crofts ou Jaime Fitzroy, era filho natural do rei Carlos II de Inglaterra e de sua amante Lúcia Walter que seguiu com rei ao exílio depois da execução de Carlos I.
Para muitos, o duque de Monmouth, por ser protestante, era o preferido como sucessor ao trono de seu pai no lugar de seu tio, o católico duque de Iorque (o futuro rei Jaime II). Vários parlamentares tentaram impor esta preferência pela crise provocada pela "Lei de Exclusão" mas isto acabou sendo em vão. Depois da morte de Carlos II em 1685, o duque iniciou uma revolta, conhecida como a "Rebelião Monmouth" para chegar ao trono. Com o fracasso da "de Monmouth", o duque foi executado por Jack Ketch com a acusação de conspiração.
Em 20 de abril de 1663, aos quatorze anos de idade, Jaime casou-se com Anne Scott, 1.ª Duquesa de Buccleuch, de doze anos, na casa do conde de Wemyss, em Londres, na Inglaterra. Eles foram criados duque e duquesa de Buccleuch.

## Biografia

### Início de vida

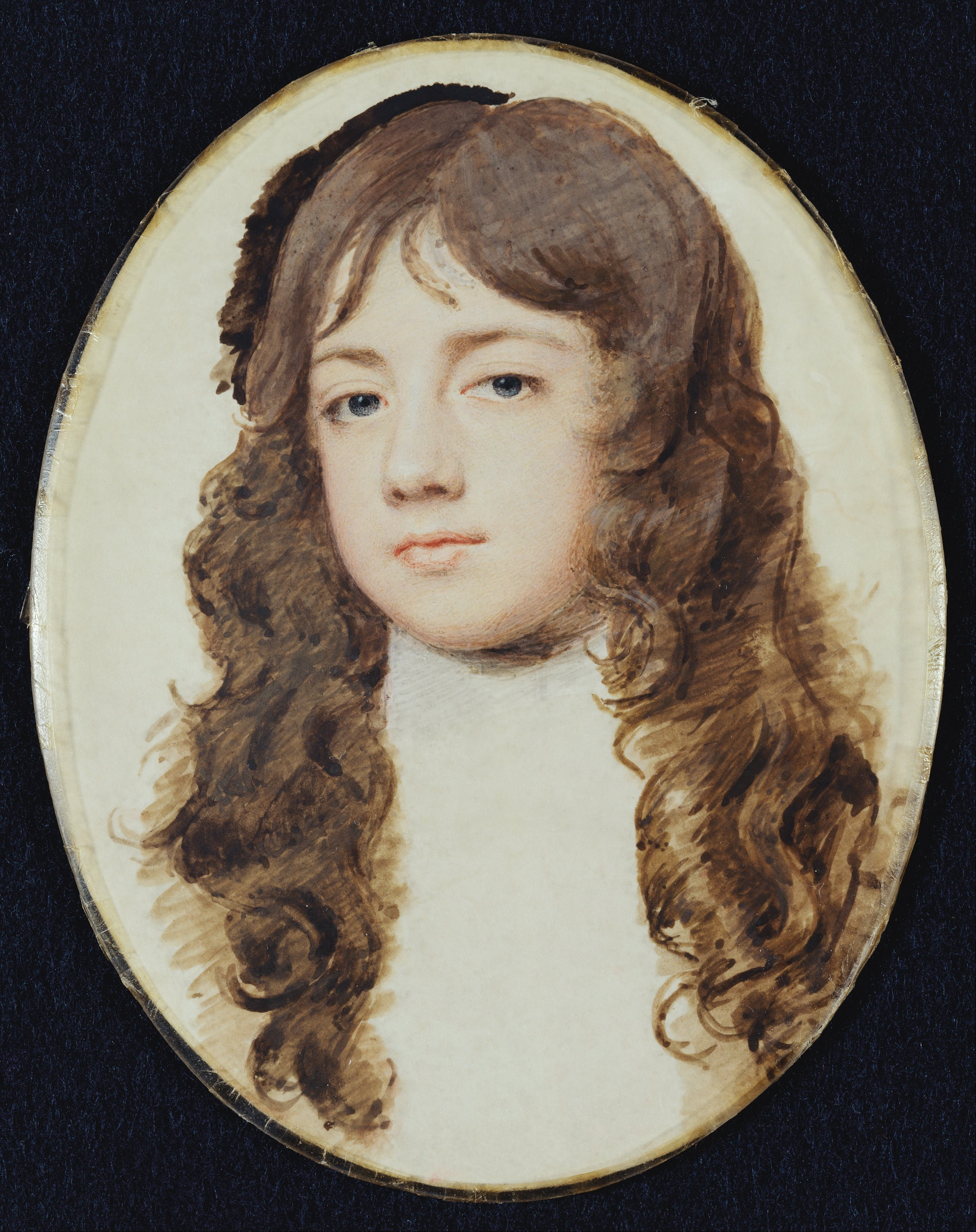
Jaime durante a infância por Samuel Cooper, c. 1664-1665

Há pouca informação sobre a paternidade de Jaime: não existe certeza se Carlos era realmente seu pai. No entanto, na época, algumas vozes falavam de um casamento secreto entre Carlos e Lúcia Walter, o que fez de Jaime o verdadeiro sucessor e herdeiro de seu pai. De qualquer forma, Carlos II reconheceu Jaime como filho, mas nunca o incluiu na linha de sucessão ao trono. Além disso, quando Carlos se tornou rei depois da queda do Protetorado de Richard Cromwell, Lúcia estava morta há cerca de dois anos e o príncipe herdeiro se casou com a infanta de Portugal Catarina de Bragança.
Em 1663, aos 14 anos, pouco depois de se mudar para a Inglaterra, seguindo seu pai, ele foi nomeado duque de Monmouth com os títulos também de conde de Doncaster e barão Scott de Tynedale, graças ao qual ele se tornou par da Inglaterra. Após seu casamento com Ana Scott, 1.ª Duquesa de Buccleuch, o rei os nomeou duque e duquesa de Buccleuch. Embora não fosse muito versado na arte do governo, ele tinha considerável fama entre o povo inglês por sua religião protestante, sendo o preferido como sucessor ao trono de seu pai no lugar de seu tio, o católico Jaime, Duque de Iorque.
Em 1665, aos 16 anos, Jaime serviu na marinha sob o comando de seu tio Jaime, Duque de Iorque durante a Segunda Guerra Anglo-Holandesa. Após o conflito, ele retornou à Inglaterra e assumiu o comando de um esquadrão de cavalaria. Em 1669, ele obteve o título de coronel da Guarda Pessoal do soberano, um dos maiores cargos militares da época. Quando o comandante geral do exército George Monck, 1.º Duque de Albemarle morreu, em 1670, Jaime se tornou uma das mais altas autoridades do exército, com apenas 21 anos de idade. No início da Terceira Guerra Anglo-Holandesa, um exército britânico de 6 000 homens liderados pelo duque de Monmouth viajou para o continente europeu para apoiar as tropas francesas do rei Luís XIV. Na campanha de 1673, e particularmente durante o cerco de Maastricht, Jaime mostrou grande coragem e auto-sacrifício.

### Fama e execução

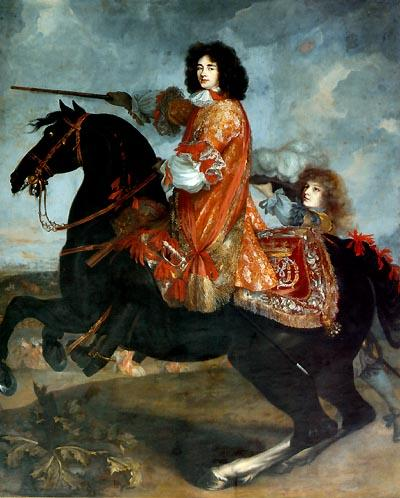
Jaime Scott, duque de Monmouth

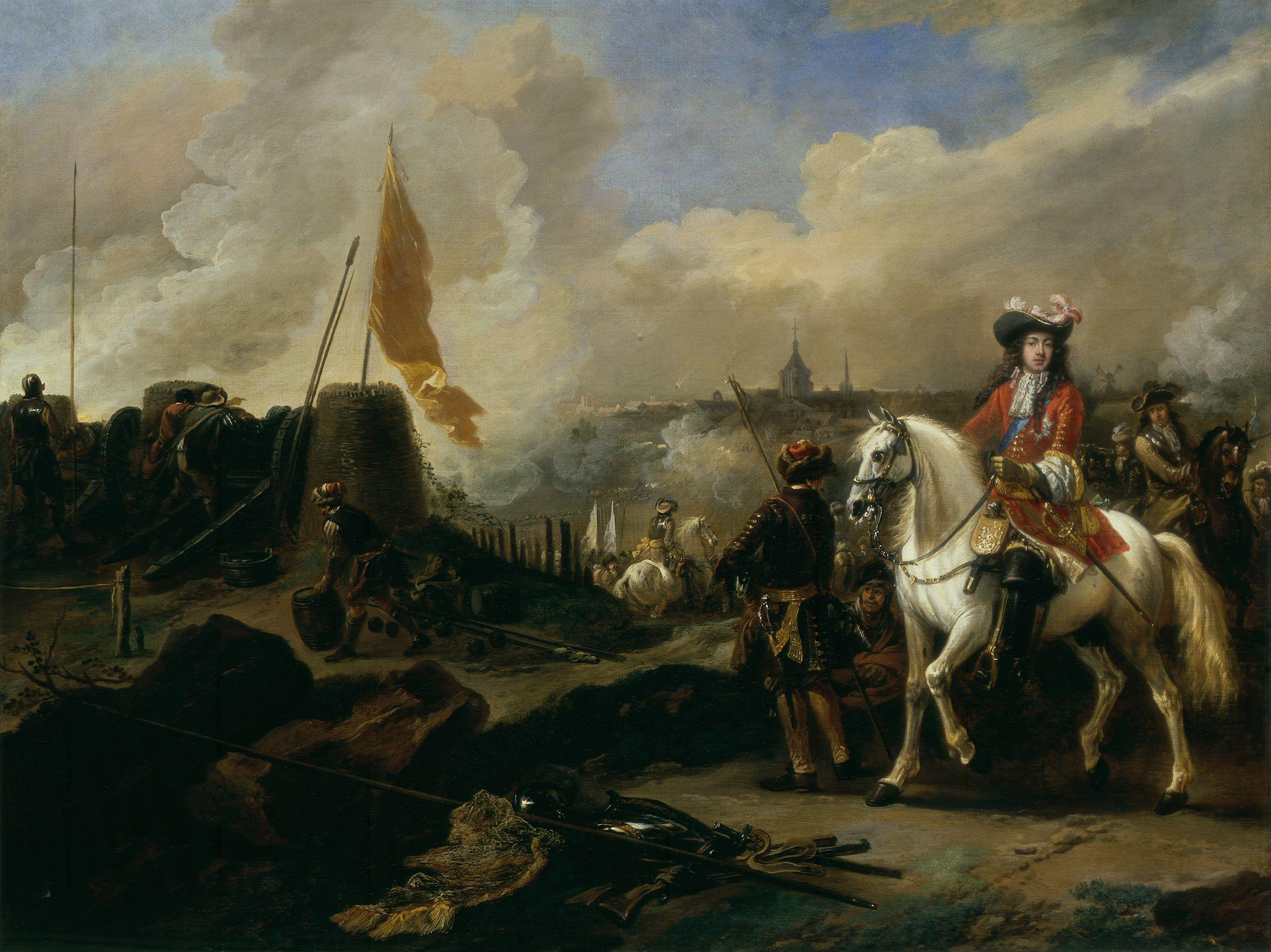
Jaime Scott retratado por Jan van Eyck

Em 1678, Jaime foi colocado no comando de um batalhão, desta vez ladeado pelos holandeses, contra os franceses. E também nessa ocasião ele conseguiu demonstrar uma boa capacidade estratégica e militar. Pouco depois, ele foi incumbido da tarefa de derrubar uma rebelião na Escócia, com um exército muito menor que o rebelde, obteve uma série de grandes vitórias e conseguiu impedir a propagação da revolta. Após o chamado Rye House Plot, Jaime foi forçado a deixar a Inglaterra e refugiar-se nas Províncias Unidas em 1683.
Quando seu pai morreu, ele tentou assumir o trono e tentou uma invasão da Inglaterra. Desembarcou, foi proclamado rei em várias cidades inglesas e foi coroado rei em 20 de junho de 1685. Em 6 de julho, o exército comandado por Jaime entrou em conflito com as tropas reais na batalha de Sedgemoor. Esta foi a penúltima batalha travada em solo inglês até os dias atuais. Mas nem mesmo as grandes habilidades e carisma do duque foram capazes de competir com a força das tropas regulares, que dominaram os rebeldes, capturando 500 homens e matando 1 000. Até o duque caiu prisioneiro.
Após a captura, o Parlamento aprovou o Act of Attainder, com o qual foi definitivamente excluído de qualquer possibilidade de sucessão e condenado à morte. O duque foi levado para Torre de Londres e executado pelo carrasco Jack Ketch em 15 de julho de 1685. De acordo com os cronistas da época, era necessário dar vários golpes de aceitação antes que a cabeça do duque aparecesse, fontes oficiais indicam que foram necessários cinco disparos, enquanto algumas testemunhas indicaram pelo menos oito.
Segundo a lenda, como não há retratos de Jaime, sua cabeça foi costurada em seu corpo e o retrato do duque na galeria nacional de retratos de Londres foi feito. Há quem também pense que o duque era o homem da máscara de ferro. Segundo essas opiniões, Jaime nunca foi executado, mas foi enviado à França por seu tio Jaime II da Inglaterra, que, não tendo coragem de matar seu sobrinho, confiou-o a seu primo Luís XIV, que o trancou com uma máscara de ferro.

## Descendência
| Nome                                            | Nascimento              | Morte                       | Notas                                                                                     |
| ----------------------------------------------- | ----------------------- | --------------------------- | ----------------------------------------------------------------------------------------- |
| Com Anne Scott, 1.ª Duquesa de Buccleuch        |                         |                             |                                                                                           |
| Carlos Scott, Conde de Doncaster                | 24 de agosto de 1672    | 9 de fevereiro 1673 ou 1674 |                                                                                           |
| Jaime Scott, Conde de Dalkeith                  | 23 de maio de 1674      | 14 de março de 1705         | Casou-se com Henriqueta Hyde, com descendência.                                           |
| Ana Scott                                       | 17 de fevereiro de 1675 | 13 de agosto de 1685        |                                                                                           |
| Henrique Scott, 1.º Conde de Deloraine          | 1676                    | 25 de dezembro de 1730      | Casou-se com Ana Duncombe, com descendência. Casou-se com Maria Howard, com descendência. |
| Francisco Scott                                 | 1678                    | 8 de dezembro de 1679       |                                                                                           |
| Carlota Scott                                   | 1683                    | 5 de setembro 1683          |                                                                                           |
| Com Leonor Needham                              |                         |                             |                                                                                           |
| Jaime Crofts                                    |                         | março de 1732               |                                                                                           |
| Henriqueta Crofts                               | c. 1682                 | 27 de fevereiro de 1730     | Casou-se com Carlos Paulet, 2.º Duque de Bolton, com descendência.                        |
| Isabel Crofts                                   |                         |                             |                                                                                           |
| Com Henrietta Wentworth, 6.ª Baronesa Wentworth |                         |                             |                                                                                           |
| James Wentworth Smyth Stuart                    |                         |                             |                                                                                           |

## Honrarias
Cavaleiro da Ordem da Jarreteira